# Anax selysii
Anax selysii is een echte libel uit de familie van de glazenmakers (Aeshnidae).
De wetenschappelijke naam van de soort werd in 1900 gepubliceerd door Friedrich Förster.